# Charismatische Bewegung

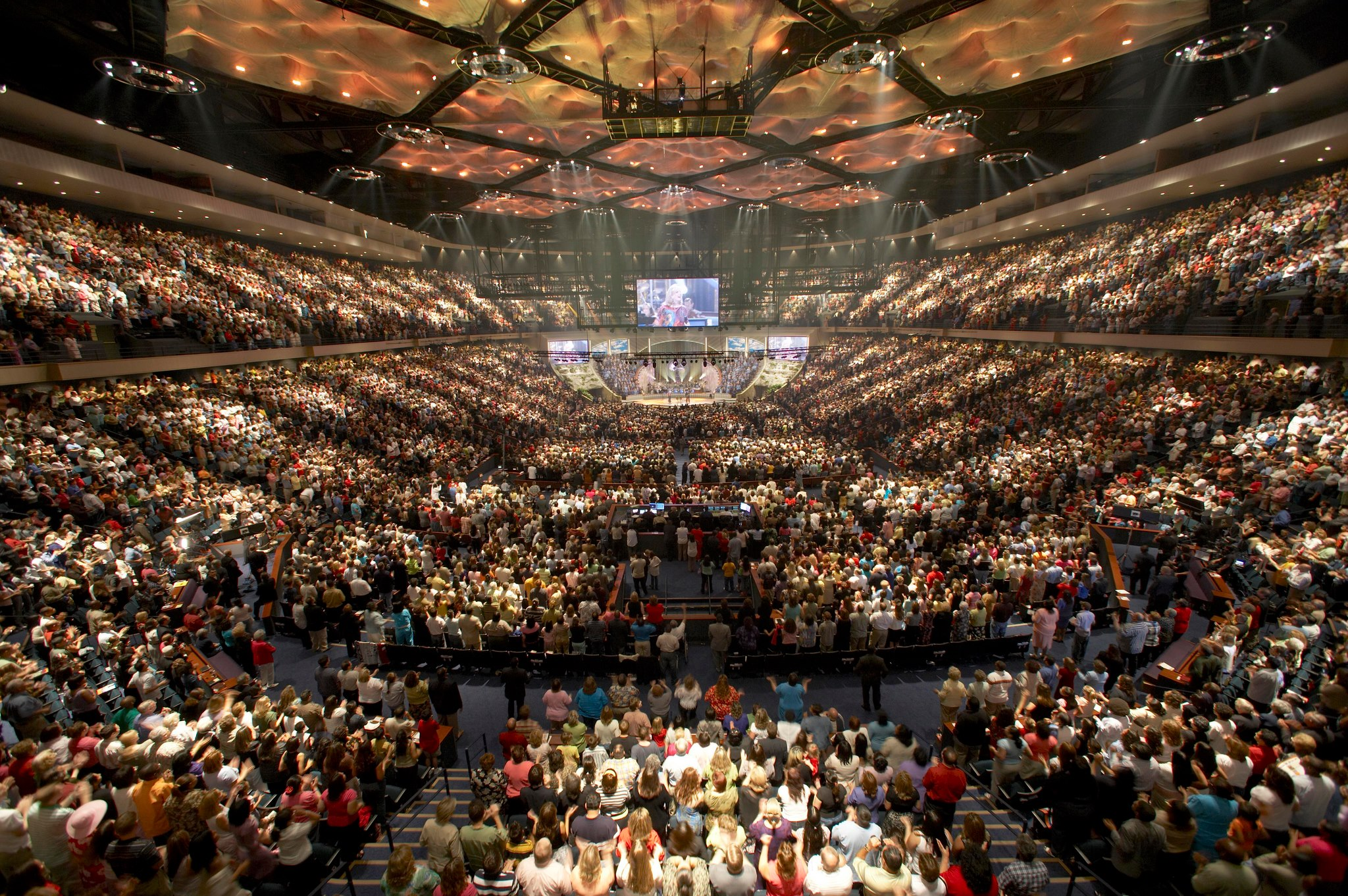
Gottesdienst in der Lakewood Church in Houston (Texas)

Die charismatische Bewegung oder charismatische Erneuerung (teilweise auch Neocharismatische Bewegung) ist eine christliche, konfessionsübergreifende geistliche Strömung, die sowohl in freikirchlichen als auch evangelischen und katholischen Gemeinden bzw. Gruppierungen aktiv ist.
Sie beansprucht, die besonderen Gnadengaben (abgeleitet vom griechischen Wort „Charisma“) bzw. Gaben des Heiligen Geistes hervorzuheben, die nach christlichem Verständnis von Gott verliehen werden.
Die Bewegung selbst kam besonders stark in den 1960er Jahren auf, als eine innerkirchliche Bewegung insbesondere in vielen Freikirchen und auch in anglikanischen, evangelisch-lutherischen sowie in der römisch-katholischen Kirche. Der Begriff wird teilweise auch synonym für Pfingstbewegung gebraucht. Vorläufer wurden oft als Schwarmgeistige Bewegung oder einfach nur als Schwärmer bezeichnet.

## Verbreitung
Neben dem Ausdruck charismatisch werden oft auch die Ausdrücke evangelikal, pfingstlerisch und Erweckung genannt. In ihren Wurzeln reicht die evangelikale Bewegung bis in den Pietismus des 18. und in die sog. Erweckungsbewegung des 19. Jahrhunderts hinein. Der Pietismus mit seiner innerlichen Frömmigkeit (von lateinisch pietas = Frömmigkeit) entstand vom späten 17. bis Ende des 18. Jahrhunderts, der sich als „Vollendung der Reformation und Überwindung der als starr empfundenen altprotestantischen Orthodoxie (Barocktheologie)“ verstand. Der Pietismus übte auch auf Katholiken sowie die sog. „Erbauungs- und Erweckungsbewegungen“ Einfluss aus. 1727 kam es z. B. durch die Vereinigung verschiedener pietistischer und „schwärmerischer“ Gruppen zu einer „Erneuerten Brüderunität“, die besonders durch den als begeisterungsfähig geltenden Nikolaus Ludwig Graf von Zinzendorf (1700–1760) in der Oberlausitz gefördert worden war. Diese heute in vielen Ländern verbreitete Herrnhuter Brüdergemeine bezieht sich auf die Confessio Augustana (1530) und ist auch im Bundesland Sachsen staatlich anerkannt worden.
Im religiösen Sprachgebrauch bedeutet „Erweckung“ die plötzliche Bekehrung eines Sünders oder Gleichgültigen zu einem intensiven christlichen Leben. In den evangelischen Kirchen – doch auch vereinzelt in der katholischen Kirche – waren Erweckungsbewegungen vom 17. bis 19. Jahrhundert vor allem als Gegenströmung zur Aufklärung verbreitet. Aus ihnen sind häufig Freikirchen oder Gemeinschaftsbewegungen entstanden. In Deutschland waren diese oft an den Pietismus und die Herrnhuter Brüdergemeine angelehnt.
Die charismatische Frömmigkeit unterscheidet sich von der evangelikalen nicht so sehr durch Gegensätze als vielmehr durch Zusätze und Akzentverschiebungen. Bei den charismatischen Gruppen tritt die Erfahrung der übernatürlichen Geistesgaben hinzu, was der Glaubenshaltung eine neue Spontanität gibt. Das intensive Gebet und das Studium der Bibel gewinnen an besonderer Bedeutung. Die Spannungen zwischen evangelikalen Gruppen ergaben sich häufig aus der geographischen Nähe, wo es auch teilweise zu einem Konkurrenzdenken kam. Sehr häufig waren Mitglieder charismatischer Gruppen sozusagen evangelikal vorgeprägt. Der fundamentale Unterschied zwischen „Evangelikalen“ und „Charismatikern“ ist mit ihrer unterschiedlichen Stellung zur Pfingstbewegung bzw. den „Pfingstlern“ gegeben.
Die Pfingstkirchen entstanden um die Wende vom 19. zum 20. Jahrhundert in den USA im Einflussbereich evangelisch-methodistischer und baptistischer Heiligungsbewegungen. In der Folgezeit wurde sie sozusagen eine Kirche für Arme in Afrika, Lateinamerika und Indonesien, deren Mitgliederzahl man einst auf 10 bis 35 Millionen schätzte.
Sowohl Papst Leo XIII. als auch Helena Guerra mussten zu Beginn des 20. Jahrhunderts erleben, dass ein Impuls der päpstlichen Rundschreiben zum Heiligen Geist nur sehr begrenzt in der katholischen Kirche aufgegriffen wurde. Trotzdem kam es zu einzelnen Reaktionen, die in der Folge von der Bewegung als erhörte Gebete konstruiert wurden: Am ersten Tag des neuen Jahrhunderts knieten sich beispielsweise einige junge Leute vor ihrem Pastor in Topeka nieder und baten, er möge ihnen die Hände auflegen und für sie um eine neue Ausgießung des Heiligen Geistes bitten. Sie berichteten, eine Erhörung dieses Gebets und eine große Freude erlebt zu haben. Sie gaben später an, in neuen Sprachen gebetet zu haben, ähnlich wie es z. B. im zweiten Kapitel der Apostelgeschichte in der Bibel beschrieben ist (Apg 2). 1906 kam es zu einer weiteren „Geistausgießung“ in der Azusa Street in Los Angeles. Von dort breitet sich diese Praxis sehr schnell in alle Richtungen aus. Es entstanden die „Pfingstler“, die bis heute das größte zahlenmäßige Wachstum aller religiösen Gemeinschaften aufweisen.
Nach dem Zweiten Weltkrieg und inmitten des Healing Revivals verspürte Demos Shakarian – ein aus Armenien in die USA eingewanderter Christ – den von Gott gegebenen Auftrag, eine ökumenische Gemeinschaft zu gründen, die das „volle Evangelium“ – unter Einschluss der Geisttaufe – allen christlichen Gemeinschaften vermitteln soll. Nach anfänglichen Schwierigkeiten breiteten sich die „Full Gospel Business Men“ (heute weltweit über 4000 örtliche Gruppen in 160 Ländern) in viele Länder aus.
Eine weitere wichtige Gestalt in diesem Prozess ist David du Plessis, der auch „Mr. Pentecost“ genannt wurde. Wie alle Pfingstler war auch er der festen Überzeugung, dass nur Pfingstler im Heiligen Geist getauft werden können. Als er allerdings nach einem schweren Verkehrsunfall wochenlang im Krankenhaus lag, kam er zur Ansicht, dass die Heilig-Geist-Erfahrung für alle Christen aller Konfessionen bestimmt ist. Er sagte später: „Gott musste mir erst alle Knochen brechen, bevor ich erkannte, was Gott eigentlich vorhat.“ Er wurde deshalb von seinen eigenen Leuten angegriffen. Trotzdem konnte er 1962 als Vertreter seiner Gemeinschaft zum II. Vatikanischen Konzil reisen. Und entgegen seiner Vermutung wurde er von den katholischen Kardinälen nicht abgewiesen, vielmehr hörten sie ihm voll Interesse zu, als er von seinen Erfahrungen berichtete. Während in Deutschland die ersten evangelischen Gebetsgruppen schon in den 1960er Jahren entstanden waren, begannen ab 1971/72 auch die ersten charismatischen Gruppen in Deutschland zu entstehen.
Auch viele Spirituals und Gospel-Lieder bzw. neues geistliches Liedgut kommen aus solchen Aufbrüchen. Für die Pfingstler ist die sogenannte „Geisttaufe“ als religiöses Schlüsselerlebnis ausschlaggebend, das sich von der sog. „Bekehrung“ unterscheidet und von charismatischen Erscheinungen wie der Zungenrede bzw. Sprachengabe begleitet wird. Die meisten Pfingstler lehren einen zweistufigen Heilungsweg, dessen Stationen „Bekehrung“ und „Geisttaufe“ sind. Manche lehren auch drei Stufen: Bekehrung oder (geistliche) Wiedergeburt, Heiligung und Geisttaufe; andere Gruppierungen vertraten bzw. vertreten eine modalistische Lehre von der Dreifaltigkeit Gottes und taufen nur auf den Namen Jesu Christi.
Ein verbreitetes, aber naheliegendes Missverständnis besteht darin, dass die charismatische Bewegung mit anderen pietistischen Bewegungen in eins gesehen wurde bzw. wird und ihre Anhänger als „Evangelikale“ bezeichnet werden. Im deutschen Sprachraum gilt die Bezeichnung „evangelikal“ meistens nur als Fremdbezeichnung. Es handelt sich dabei nicht um eine einheitliche Gruppe, sondern um eine internationale Sammelbewegung evangelischer Christen, die bestimmte theologische und geistliche Anliegen verbindet, wie es auf dem Kongress für Weltevangelisation 1974 in Lausanne zutagetrat. Die „charismatische Erweckungswelle“ sozusagen, die zu Beginn der 1970er entstanden war und durch die kirchliche Jugend ging, stand auch deutlich unter dem Einfluss der „Jesus-People-Bewegung“, die 1967 bei einem Treffen Jugendlicher in Long Beach unter dem Einfluss von Baptistenpredigern und Pfingstgemeinden entstand. Die religiöse Bewegung in der ehemaligen DDR wies viele Ähnlichkeiten zu den Jesus-People auf. Prägend dabei war dort auch die ökumenische Kirchenwochenarbeit in der DDR.
Die Aufnahme pfingstlerischer Frömmigkeitsmerkmale durch die charismatische Bewegung ergab auch ein verändertes Verhältnis zur evangelisch-lutherischen und zur römisch-katholischen Großkirche. So wurden einige Pfingstkirchen in den Ökumenischen Rat der Kirchen aufgenommen oder es gab Gespräche mit der Pfingstbewegung und der katholischen Kirche. Sehr fruchtbar und wertvoll waren vier Abschlussberichte einer internationalen Kommission von Pfingstlern und Katholiken aus 25 Jahren gemeinsamen Dialogs. Herzliche und vertrauensvolle Beziehungen zwischen Pfingstlern und Katholiken schufen eine Atmosphäre, in der Differenzen mit Offenheit angesprochen werden konnten, obwohl einige Beobachter sagten, dass diese Dialoge nicht andauern würden. Jedenfalls entstanden gegenseitiger Respekt und Verständnis.
Mitte 2006 belief sich die Zahl der den pfingstlich-charismatischen Aufbrüchen zuzurechnenden Menschen weltweit auf ca. 596 Millionen. Es ist die am stärksten wachsende religiöse Bewegung in der Welt, wobei die größte Verbreitung in Afrika, Lateinamerika und Asien zu finden ist.
In einer Umfrage der Barna Group von 2007 in den Vereinigten Staaten bezeichneten sich 36 Prozent aller Befragten als Charismatiker (in einer gleichen Umfrage 1997 waren es noch 30 %). Unter den Evangelikalen sehen sich 49 % als Charismatiker, unter den Katholiken 36 %. Auch bei Betrachtung ganzer Gemeinden fällt eine breite Verteilung auf. Unter den unabhängigen Gemeinden sind etwa 40 % charismatisch, aber auch 7 % der Gemeinden der Southern Baptist Convention und 6 % der Gemeinden in den Mainline Churches.
Außerhalb der Großkirchen gibt es in Deutschland vermutlich über 1.000 freie Gemeinden, die in Netzwerken oder zum Teil im Bund Freikirchlicher Pfingstgemeinden organisiert sind. Auch in der Schweiz und in Österreich gibt es eine charismatische Bewegung. Aktuell ist ferner z. B. eine Vereinigung namens GODfest Ministries. Nach dem Senior Pastor der Bethel Church (Redding, Kalifornien), Bill Johnson, will diese Bewegung ein Wachrütteln zum christlichen Glauben in Europa mit lebensverändernden christlichen Festivals zu bewirken helfen.

## Wesenszüge
James Innell Packer sieht die folgenden Punkte als spezifisch für die Glaubensüberzeugungen der charismatischen Bewegung:
- Das Erlebnis einer wesentlichen Bereicherung des christlichen Lebens, die weder mit der evangelikalen Bekehrung noch mit der sakramentalen Eingliederung in den Leib Christi identisch ist. Dabei empfindet der Einzelne oft in vorher nicht gekanntem Ausmaß die Liebe Gottes, die Nähe Jesu Christi, die Kraft des Heiligen Geists und eventuell auch die Existenz des Dämonischen.
- Die Frucht des Heiligen Geistes (Charakterbildung des Christen) laut Galaterbrief
- Die Gaben des Heiligen Geistes
- Im Gottesdienst oder in der Gruppe das Erlebnis der Einheit mit Vater und Sohn durch den Heiligen Geist und das Erlebnis der geistlichen Gemeinschaft mit anderen Christen
- Die Überzeugung, dass die charismatische Bewegung Teil einer göttlichen Strategie der Erneuerung der Kirche bzw. des Christentums ist.

### Geschichte der Geistlichen Gemeinde-Erneuerung (GGE) im Bund Evangelisch-Freikirchlicher Gemeinden

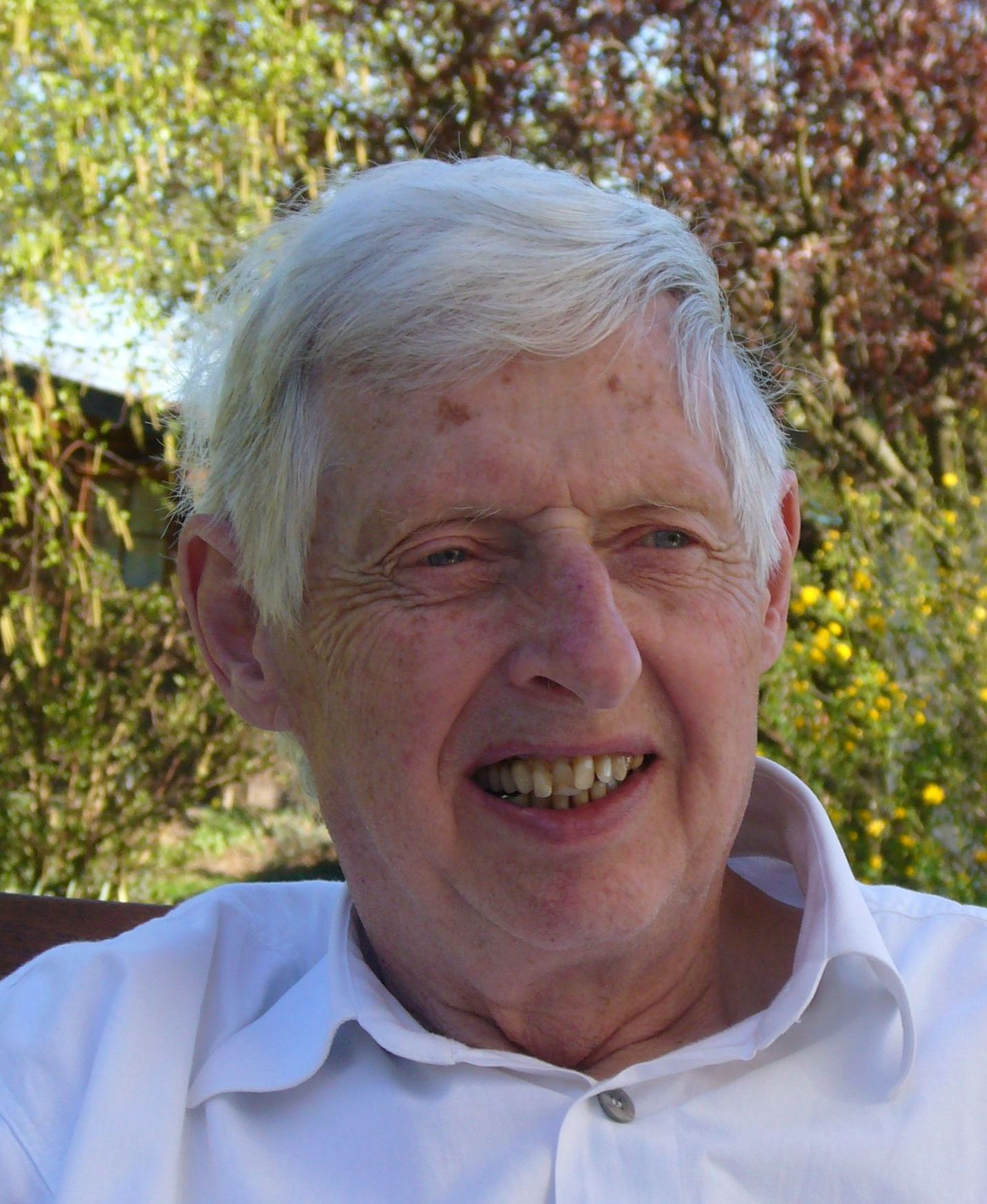
Wilhard Becker (2007)

Der Beginn einer charismatischen Bewegung im Bund Evangelisch-Freikirchlicher Gemeinden (BEFG) lässt sich mit der „Rufer-Bewegung“ datieren. Die Rufer-Bewegung selbst war schon vor Beginn der so genannten charismatischen Aufbrüche aktiv. Ihr Ziel, eine „Belebung der Gruppen und Gemeinden“, steht in direkter Kontinuität zur GGE. Gegründet wurde die Ruferarbeit 1949. Im Jahr 1951 wurde sie von Wilhard Becker und Carola Geiger auf der Bundesratstagung in Dortmund vorgestellt. Die Rufer-Bewegung war damals eng mit dem Gemeindejugendwerk im BEFG verzahnt.
Die Rufer-Bewegung kam 1963 durch den Leiter Wilhard Becker mit der charismatischen Erneuerung in der evangelischen Kirche um Arnold Bittlinger in Kontakt. In Folge dieser Begegnung wurde das „Lebenszentrum für die Einheit der Christen“ in Schloss Craheim gegründet. Aus dem BEFG waren hier Wilhard Becker und Siegfried Großmann beteiligt.
Die prägende Figur in der Gründung eines Arbeitskreises Charisma & Gemeinde war dann Siegfried Großmann, Mitglied der Geschäftsführung des Oncken-Verlags. Eine frühe theologische Arbeitstagung mit dem Thema „Charisma und Gemeinde“ fand im November 1976 in der zum BEFG gehörenden Baptistengemeinde Kassel-Möncheberg statt. Der Arbeitskreis wurde auf Bitte des Bundes gegründet. Bis 1990 gehörte Siegfried Großmann dem Vorstand des Arbeitskreises an, der später in „Gemeinde und Charisma“ umbenannt wurde. Den Vorsitz von „Gemeinde und Charisma“ wurde von 1986 bis 2002 von Heinrich Christian Rust übernommen.

### Gründung und Ausdrucksformen der Geistlichen Gemeinde-Erneuerung (GGE) in der evangelischen Kirche
Die Geistliche Gemeinde-Erneuerung wurde im Frühjahr 2003 in Folge einer „Bundeskrise“ gegründet. Dabei wurde „Gemeinde und Charisma“ nicht aufgelöst, sondern ging in der GGE auf. Trotz der offensichtlichen Kontinuität bestehen auch Unterschiede. Mitarbeiter, die in den letzten „Gemeinde und Charisma“-Tagen nicht prägend beteiligt waren, prägten die GGE von Anfang an mit, z. B. Persönlichkeiten wie Stefan Vatter, Michael Borkowski, Hartmut Grüger oder Siegfried Liebschner.
Die Geistliche Gemeinde-Erneuerung folgt dem Grundsatz, die Gemeinde Jesu in ihrer Identität nach innen zu festigen und in ihrer Strahlkraft nach außen zu bestärken und so ihrer Bestimmung zu folgen, Licht und Salz für die Welt zu sein (Mt 5,13 f.). Gemeinde Jesu wird nicht durch Problemanalysen belebt, sondern durch die Faszination und Begeisterung von ihrem Gott, der sie ins Leben gerufen hat. Die Gemeinde ist der Ort, an dem etwas von der Herrlichkeit Gottes aufleuchtet (Eph 1,12 ff.).

### DieCharismatische Erneuerung(CE) in der katholischen Kirche
Die „Charismatische Erneuerung“ (CE) in der katholischen Kirche gilt als ein Weg der Neu-Evangelisierung. Sie wird den „kirchlichen Bewegungen“ zugerechnet und ist Mitglied des Gesprächskreises Geistlicher Gemeinschaften, Bewegungen und Initiativen (GGG).
Ein wichtiger historischer Hintergrund der CE ist der prophetische Impuls der katholischen Ordensschwester Helena Guerra im späten 19. Jahrhundert. 1880 begegnete sie dem Gründer der Salesianer und Jugendpatron, Giovanni Don Bosco, der sie sehr wertschätzte. 1882 fand sie ein Haus, wo sie mit fünf Gefährtinnen eine Schwesternkongregation gründete. Sie verfasste verschiedene Broschüren und Bücher mit didaktischer und religiöser Ausrichtung. Am 18. Oktober 1897 erhielt Helena Guerra eine Privataudienz bei Papst Leo XIII., wobei er sie ermunterte, das Apostolat zum Heiligen Geist weiter zu verfolgen. Auf ihren Impuls hin weihte Papst Leo XIII. am ersten Tag des 20. Jahrhunderts (1. Januar 1901) die Kirche und die Welt dem Heiligen Geist. Der Papst autorisierte, dass die Kongregation den dem Charisma entsprechenden Namen Suore Oblate dello Spirito Santo, die Schwestern des Heiligen Geistes (auch Oblatinnen der Heiligen Zita genannt), bekam. Am 18. April 1902 ließ Papst Leo XIII. nochmals an alle Bischöfe ein Exemplar seines Rundschreibens Ad fovendum in christiano populo über den Heiligen Geist zuschicken, zugleich mit einer Mahnung, besonders an die Pfarrer und Prediger, „dem Volke die katholische Lehre über den Heiligen Geist gut und eifrig zu erklären“. 1906 wurde Guerra von Msgr. Domenico Fanucchi (1846–1910), dem damaligen Generalvikar von Lucca, als Oberin abgesetzt. Er verbot ihr, Bücher zu veröffentlichen. 1911 jedoch gewährte ihr der Heilige Stuhl per Dekret die offizielle Anerkennung ihres Ordens als Schwestern der Oblatinnen des Heiligen Geistes, was für sie eine unermessliche Freude war. Guerra: „Die ersten Christen erreichten eine wunderbare Glaubensstärke, denn sie spürten mehr als wir das göttliche Feuer des Abendmahlssaales. Jetzt denkt man nicht mehr daran, den Heiligen Geist anzurufen, und dessen Verehrung ist fast in Vergessenheit geraten.“
1959 folgte die kanonische Seligsprechung von Helena Guerra durch Papst Johannes XXIII., der auch gerade in der heraufziehenden modernen Zeit die Notwendigkeit sah, das auch für die Ökumene bahnbrechende 2. Vatikanische Konzil (1962–1965) einzuberufen, an dem auch evangelische und freikirchliche Christen als Beobachter teilnahmen. Das Gebet des Papstes Leo XIII. um Neuausgießung des Heiligen Geistes bekam nach Hansmartin Lochner wohl zunächst dort eine besondere Wirkung, wo man nicht damit rechnete: als Ursache für das Entstehen der Pfingstkirchen außerhalb der evangelischen und katholischen Großkirchen. Zu Beginn des 20. Jahrhunderts waren nämlich außerhalb der evangelischen Kirchen und katholischen Kirche mehrere „Pfingstkirchen“ entstanden, die zunächst abgelehnt worden waren. Hilfreiche Impulse zum Wesen dieses ökumenischen Phänomens auf katholischer Seite gab vor allem der Jesuit Norbert Baumert, Professor an der Philosophisch-Theologischen Hochschule Sankt Georgen in Frankfurt am Main. Als langjähriger Vorsitzender des Theologischen Ausschusses der Charismatischen Erneuerung in der Katholischen Kirche betonte er, dass die Kirche vom „Pulsschlag des Geistes“ lebe. Das Wort „charismatisch“ wecke nach seiner Ansicht verschiedene Assoziationen. Hier könne man an Menschen mit besonderer Ausstrahlung oder Begabung denken oder an Menschen, die „abgehoben“ und übermäßig gefühlsbetont sind. Es mischten sich Erwartungen und Befürchtungen. Man versuche viele Erklärungen aus dem psychologischen Bereich, aus dem religiösen Bedürfnis bestimmter Menschen und ihrer Persönlichkeitsstruktur, dazu auch frömmigkeitsgeschichtliche oder soziologische Erklärungen. Hinzu komme das „Charisma“ verschiedener Führergestalten. Nach Baumert habe man damit das eigentliche Wesen des charismatischen Aufbruchs nicht erfasst. Die Theologie rechnete immer damit, dass ein lebendiger Gott existiere, der in der Geschichte handele und Menschen durch den Heiligen Geist begnadet und führt. Baumert betonte auch, dass das Wirken Gottes eben das menschliche Verstehen übersteige. Die Charismatische Erneuerung sei eine weltweite Bewegung mit ökumenischer Ausprägung und gäbe wichtige Impulse für die Gesamtkirche. Der kritische Blick „geistlicher Unterscheidung“ bleibe dabei ein wichtiger Aspekt.
Die katholisch-charismatische Erneuerung ist eine Bewegung, die kurz nach dem Zweiten Vatikanischen Konzil entstand. Man leitet die Ursprünge im katholischen Bereich von einem Einkehrwochenende von Studenten und einigen Mitgliedern des Lehrkörpers der Duquesne-Universität in Pittsburgh, Pennsylvania/USA, vom Morgen des 13. Januar 1967 her. Bei den Einkehrtagen sangen die Studenten den alten Hymnus Veni Creator Spiritus und beteten intensiv um die Erneuerung der Gnade aus der Taufe und der Firmung. Während des Wochenendes hätten viele der Studenten eine „machtvolle Ausgießung“ des Heiligen Geistes zusammen mit der Sprachengabe (mit dem Fachausdruck Glossolalie bezeichnet), Prophetie und anderen Charismen erlebt. Diese „Pfingsterfahrung“ breitete sich schnell auf andere Hochschulen aus und dann weiter auf die ganze Welt. Heute existiert die katholisch-charismatische Erneuerung in mehr als 238 Ländern und mehr als 120 Millionen Katholiken gelten als berührt davon. Das „Duquesne-Ereignis“ ist auf den Einfluss anderer Christen, die ebenfalls im Heiligen Geist getauft waren, sowie auf den erneuernden Schwung des Zweiten Vatikanischen Konzils zurückzuführen. Die bei diesem Wochenende anwesenden Professoren hatten zuvor durch eine kleine charismatische Gebetsgruppe, bestehend aus Christen verschiedener Konfessionen, die „Geisttaufe“ erfahren. Die Studenten hatte sich auf das Wochenende vorbereitet, indem sie die Apostelgeschichte sowie ein Buch des Pfingstpastors David Wilkerson aus Pennsylvania/USA (1931–2011) mit dem Titel Das Kreuz und die Messerhelden lasen. Darin schildert Wilkerson seine Arbeit unter rivalisierenden kriminellen Banden in New York, bei denen viele Bekehrungen geschahen. Wilkerson gründete 1958 in New York das sogenannt „Teen-Challenge-Projekt“, das heute in 117 Ländern überkonfessionell für Menschen am Rand der Gesellschaft und deren Resozialisierung arbeitet.
Der Ursprung und das Wachstum der katholisch-charismatischen Erneuerung oder Bewegungen in anderen nichtkatholischen Gemeinschaften und Gemeinden sind in einer Zeit der Geschichte anzusiedeln, als sich die Kirche aufgrund der schnellen Säkularisierung, der bedrängenden Krisen und der Entfremdung vieler getaufter und gefirmter Christen von ihren eigenen Gemeinden großen Herausforderungen gegenübersah. Heute wird geschätzt, dass mehr als 500 Millionen Christen weltweit mit dem Heiligen Geist getauft worden sind.

## Gebet und Gottesdienst
Charakteristisch für die charismatische Erneuerung ist eine ausgeprägte Hinwendung zum „Gebet“, wobei neben dem traditionellen Gebet auch besondere Formen wie lautes „freies“ Beten, Handauflegung und Segnen durch Mitbetende oder Beten mit erhobenen Händen gepflegt werden. Oft wird spontanes Gebet mit Singen von Lobliedern kombiniert (Lobpreis und Anbetung).
Ein besonderer Wesenszug dieses ökumenischen Phänomens ist auch die Wiederentdeckung der Sprachengabe, die mit dem Fachausdruck Glossolalie bezeichnet wird. Es ist eine in der Bibel, in der Urkirche und bei den Kirchenvätern bezeugte Gabe, über die es (auch unter vielen getauften Christen) sehr viel Unkenntnis gibt. Oft wird diese Gabe kritisiert oder gar abgelehnt. Im ersten Korintherbrief (1 Kor 12 und 14) des Apostels Paulus oder im Markusevangelium (Mk 16,15–17) sind Hinweise enthalten: „Geht hinaus in die ganze Welt und verkündet das Evangelium allen Geschöpfen! ... Und durch die, die zum Glauben gekommen sind, werden folgende Zeichen geschehen: In meinem Namen werden sie Dämonen austreiben; sie werden in neuen Sprachen reden, …“ So gab der Apostel Paulus beispielsweise an, dass er mehr als alle „in Sprachen betet“ (1 Kor 14,18), mit einer ständigen, persönlichen, man kann sagen „intimen“ Kommunikationsform mit Gott. Die Katholikin Marie-Luise Winter beschreibt den Einsatz der Sprachengabe oder des Sprachengebets dahingehend, dass diese nicht dem menschlichen Willen unterworfen sei, man könne sich dafür oder dagegen entscheiden. Sie sei nicht ekstatisch und man sei ihr nicht willenlos ausgeliefert. Sie äußert sich meist in nicht zusammenhängenden Silben und Lauten, die mit dem menschlichen Verstand alleine nicht nachvollziehbar sind. Menschen, die diese Gabe des Singens oder Betens in Sprachen empfangen haben, beschreiben, dass sie zunächst mit wenigen Silben anfängt, sich aber im Lauf der Zeit ändern kann bzw. bei jedem Menschen auch unvergleichlich bzw. individuell unterschiedlich auftritt. Marie-Luise Winter sieht es als bemerkenswert an, dass Gott es für nötig halte, mit der Ausgießung des Heiligen Geistes und der Begründung der Gemeinde Jesu Christi eine neue Sprache zu geben – offensichtlich sei „die Sprache der Welt“ nicht dafür geeignet, das Neue, das der Heilige Geist schenken will, in menschliche Worte bzw. in eine irdische Sprache zu fassen. In den ersten Jahrhunderten der Geschichte des Christentums war die Ausübung dieser übernatürlichen Geistesgaben, die man als Charismen bezeichnet, normaler christlicher Alltag. In der Mystik des Mittelalters ist sie z. B. bei Franz von Assisi oder Teresia von Avila bezeugt.
Die Gottesdienste charismatischer Gruppen und Gemeinden sind oft modern gestaltet und wollen auch junge Leute ansprechen. Zwecks verbesserter kultureller Adaption wird meist auf traditionelle liturgische Elemente verzichtet. Die musikalische Anbetung im Gottesdienst wird oft von Bands im Pop-, Gospel- oder Folk-Stil intoniert. Die Predigten sind in der Regel alltagsbezogen und weniger theologisch. Entgegen der traditionellen Praxis in den großen Kirchen, die Predigten nach einer so genannten Leseordnung oder Perikope auszurichten, entstehen Predigten häufig aus einem vom Prediger ausgewählten Thema, welches durch Bibeltexte erläutert wird.
Die charismatische Bewegung ist ebenso wie die Pfingstbewegung missionarisch orientiert, insbesondere Freundschaftsevangelisation und Glaubenskurse wie der Alpha-Kurs spielen eine Rolle.

## Theologie und Ethik
Anhänger der charismatischen Bewegung bleiben gewöhnlich theologisch auf dem Boden ihrer angestammten Konfession und erklären charismatische Erfahrungen innerhalb der jeweiligen Theologie. So sprechen Katholiken von einer Freisetzung des bei der Taufe und Firmung empfangenen Heiligen Geistes, Protestanten deuten es als geistliche Wiedergeburt aufgrund einer neuen Bekehrung und aus der Pfingstbewegung stammende Gruppierungen sprechen von einer Geistestaufe.
Viele charismatische Christen verstehen sich auch als Erweckungsbewegung, bei der ihr Glaube praktisch und spürbar erlebbar ist. Die Gottesdienste sind daher oftmals durch Elemente der Ekstase während des Singens (Lobpreis und Anbetung) und des Gebetes durch Handauflegung geprägt, die als Wirkungen des Heiligen Geistes verstanden werden. Ein Beispiel dafür stellt der sogenannte „Torontosegen“ dar.
Oft tun sich viele Menschen schwer, neben der Geisttaufe, dem Singen und Beten in Sprachen bzw. der fröhlichen Ausdrucksweise des Glaubens auch das umstrittene Phänomen des sogenannten „Ruhens im Geist“ („Rest in spirit“) als quasi ekstatischen Zustand einzuordnen. Dieser Frage ging der Zisterzienser Wolfgang Gottfried Buchmüller OCist nach, der an der Theologisch-Philosophischen Hochschule Heiligenkreuz bei Wien tätig ist und dieses Phänomen beim Kirchenlehrer Augustinus von Hippo oder dem Mystiker Bernhard von Clairvaux entdeckte.
Die charismatische Bewegung sieht sich in der evangelikal-charismatischen Tradition. Wie andere Evangelikale betrachten sie die Bibel als Wort Gottes und verbindlichen Maßstab des Glaubens und der Lebensführung, an dem sich alles andere messen muss. Von daher ist sie tendenziell wertekonservativ, insbesondere gesellschaftspolitisch. Sex außerhalb der Ehe, Abtreibung oder praktizierte Homosexualität werden als unbiblisch gesehen. Nach den Angaben der Autoren William MacDonald und Dean Sherman ist der Übergang zum christlichen Fundamentalismus, je nach Hintergrund der Gruppe oder Gemeinde, fließend.

## Struktur und Organisation
Die charismatische Erneuerungsbewegung hat durch die Überkonfessionalität keine einheitliche Struktur. Es gibt bis auf das Vorhandensein von gelegentlichen Wortführern und Werken, deren Arbeit sich herumspricht, keine Führung, keine Instanz, die für die gesamte charismatische Bewegung spricht. Eine große Gruppierung innerhalb der Charismatischen Bewegung stellen die Pfingstkirchen dar. Sie sind in Deutschland organisiert unter dem Dach des Bundes Freikirchlicher Pfingstgemeinden. Innerhalb der Evangelischen Kirche in Deutschland ist die charismatische Bewegung vor allem in der Geistlichen Gemeinde-Erneuerung organisiert. Die Charismatische Erneuerung innerhalb der Katholischen Kirche ist über die ICCRS (International Catholic Charismatic Renewal Services) strukturiert, eine Organisation, welche die Verbindung zwischen der Katholischen Charismatischen Erneuerung und dem Heiligen Stuhl hält und für diesen offizieller Ansprechpartner ist. Zu Pfingsten 2019 löste der sogenannte „CHARIS-Rat“ die ICCRS ab. Die geistliche Begleitung übernahm der bewährte päpstliche Prediger Raniero Cantalamessa OFMCap.
Sofern charismatische Gruppen in den bestehenden Kirchen und Gemeinden entstehen, wird die dort vorhandene Grundstruktur meist übernommen. Die Grundstruktur betrifft die Rechtsform (z. B. KdöR, e. V.), die Art und Weise der Finanzierung der gemeindlichen Arbeit, die Ausbildung der Prediger, die Bestimmung von Führungskräften usw. In diesen Fällen werden allenfalls Elemente wie die Gottesdienstordnung oder die Art und Weise der Anwerbung von Mitgliedern modifiziert oder das „charismatische“ Leben spielt sich in privater Umgebung ab.
Außerhalb von traditionellen Kirchen und Gemeinden gibt es die unterschiedlichsten Ausprägungen. Zur Struktur einer freien charismatischen Gemeinschaft kann man feststellen, dass der Status des Leiters einer Gruppierung oder Gemeindeleiters und der Ältesten (Presbyter) besonders herausgestellt wird und eine strikte Hierarchie gilt. Gehorsam gegenüber Führungskräften wird eingefordert, wobei im Gegenzug eine Führungskraft sich durch das Ergebnis („Früchte“) ihrer Arbeit messen sowie sich durch Glaubwürdigkeit, „Bibelfestigkeit“, Strenge und Milde stets legitimieren muss, um den Status aufrechtzuerhalten.
Der Aufbau von charismatischen Gruppen und Gemeinden orientiert sich an der Theologie göttlicher Berufung, wobei diese Mitgliedern der Gemeinde durch den Heiligen Geist inspirativ mitgeteilt und von diesen an die Gemeinde weitergegeben wird, wo diese Mitteilungen von der Leiterschaft geprüft werden. Ein Grundgedanke basiert auf dem vom Apostel Paulus geprägten Bild der Kirche Christi als „Leib“ mit Christus als „Haupt“ (1. Kor. 12), wo jeder Körperteil einen Christen darstellt und in aller Unterschiedlichkeit zu einem anderen Körperteil jeder Christ im Rahmen seiner Möglichkeiten, das heißt Fähigkeiten, Begabungen für bestimmte Aufgaben gemäß seiner Begabung in der Kirche zuständig sei.
Die Umsetzung dieser Lehre über die Kirchenstruktur erfolgt in der charismatischen Bewegung mehr oder weniger konsequent dadurch, dass etwa Führungskräfte in der Regel nicht gewählt werden, sondern anhand ihrer zugedachten – und in der Regel auch natürlichen – Begabung diese Aufgabe übernehmen. Das Gleiche gilt beispielsweise für Mitarbeiter im Gottesdienst, die – je nach ihrer Begabung dazu – sich in Teams wiederfinden und als „Lobpreis-Team“, „Begrüßungsteam“, „Infrastruktur-Team“, „Seelsorge-Team“, „Heilungsteam“ etc. in Erscheinung treten. Diese „Gaben“-gemäße Verteilung der Aufgaben wird auch außerhalb der charismatischen Bewegung als Element „erwecklicher“ Kirchenpraxis praktiziert.
Es gibt Gebetsgruppen, lockere und verbindliche Hauskreise, Glaubenskurse, Tagungen und Freizeiten, und klosterähnliche Wohngemeinschaften. Soweit es sich um die innerkirchliche Bewegung handelt, ist es schwierig, Zahlen anzugeben. Die meisten Mitglieder der innerkirchlichen charismatischen Bewegung bleiben ihrer Kirche treu. Jedoch entstehen auch viele neue Gründungsprojekte freier charismatischer Gemeinden außerhalb der großen Konfessionen überall auf der Welt.
In der Katholischen Kirche gehört die Charismatische Erneuerung (CE) zu den neuen geistlichen Bewegungen, die Papst Johannes Paul II. „eine wichtige Frucht des Zweiten Vatikanischen Konzils“ und eine besondere Gabe Gottes an unsere Zeit nannte; von ihnen erwartete er einen „neuen Frühling“ in der Kirche (Ansprache beim Pfingsttreffen der Geistlichen Bewegungen 1998 in Rom). Die CE ist auch durch die Deutsche Bischofskonferenz anerkannt; die Diözesansprecher werden durch den jeweiligen Ortsbischof bestätigt. Einflussreiche Theologen der Charismatischen Erneuerung in der katholischen Kirche waren Heribert Mühlen, Norbert Baumert SJ oder der päpstliche Prediger Raniero Cantalamessa OFM Cap.
Zitate von Päpsten zur Charismatischen Erneuerung:

- „Die Charismatische Erneuerung ist eine Chance für Kirche und Welt!“ (Papst Paul VI.)
- „Die Katholische Charismatische Erneuerung hat vielen Christen geholfen, die Gegenwart und Macht des Heiligen Geistes in ihrem Leben, im Leben der Kirche und der Welt wieder zu entdecken.“ (Papst Johannes Paul II.)
- „Ihr, die Charismatische Erneuerungsbewegung, habt ein großes Geschenk vom Herrn erhalten. Ihr seid aus einem Willen des Heiligen Geistes hervorgegangen als ein Strom der Gnade in der Kirche und für die Kirche. Das ist eure Definition: ein Strom der Gnade (…) Die Charismatische Erneuerung ist eine große Kraft im Dienst an der Verkündigung des Evangeliums, in der Freude des Heiligen Geistes.“ (Papst Franziskus, Juli 2014)[30]

## Auflistung einiger Vertreter der charismatischen Bewegung
| Name                    | Nationalität           | Stichwort                                       |
| ----------------------- | ---------------------- | ----------------------------------------------- |
| John Wimber             | USA                    | Vineyard Christian Fellowship                   |
| Joyce Meyer             | USA                    | Joyce Meyer Ministries                          |
| Joel Osteen             | USA                    | Lakewood Church                                 |
| Loren Cunningham        | USA                    | Youth With A Mission (Jugend mit einer Mission) |
| C. Peter Wagner         | USA                    | Geistliche Kampfführung, Dritte Welle           |
| Kenneth E. Hagin        | USA                    | Wort-des-Glaubens-Bewegung                      |
| Benny Hinn              | USA                    | World Outreach Center                           |
| Walter Heidenreich      | Deutschland            | Freie Christliche Jugendgemeinschaft            |
| Reinhard Bonnke         | Deutschland            | Christus für alle Nationen                      |
| Peter Wenz              | Deutschland            | Gospel Forum                                    |
| Volkhard Spitzer        | Deutschland            | Christliches Zentrum                            |
| Dagmar und Eric Thon    | Deutschland            | FIT-Gemeinde fürs Leben                         |
| Wolfhard Margies        | Deutschland            | Gemeinde auf dem Weg                            |
| Pastor Johannes Justus  | Deutschland            | Bund Freikirchlicher Pfingstgemeinden KdöR      |
| Derek Prince            | Vereinigtes Königreich | Derek Prince Ministries                         |
| Keith Warrington        | Vereinigtes Königreich | Regents Theological College                     |
| George Jack             | Vereinigtes Königreich | Rotherham Pentecoastal Church                   |
| Paul Yonggi Cho         | Korea                  | Yoido Full Gospel Church                        |
| Pastor Sándor Németh    | Ungarn                 | Hit gyülekezete                                 |
| Andrés und Rocío Corson | Kolumbien              | El Lugar de Su Presencia                        |

Auflistung einiger Vertreter der Charismatischen Erneuerung (CE) in der Katholischen Kirche
| Name                                       | Nationalität | Stichwort                                                                               |
| ------------------------------------------ | ------------ | --------------------------------------------------------------------------------------- |
| P. Raniero Cantalamessa OFMCap             | Italien      | Prediger des päpstlichen Hauses und geistlicher Beirat des internationalen CHARIS-Rates |
| Cyril John                                 | Indien       | Vertreter des internationalen CHARIS-Rates                                              |
| Patti Gallagher Mansfield                  | USA          | Zeugin des sog. "Duquesne Weekends" ins Pennsylvania 1967                               |
| P. Vincent Michael Scanlan T.O.R. († 2017) | USA          | Engagiert in "Sword of the Spirit" and "Word of God" (Gemeinschaften)                   |
| Jean Luc Moens                             | Belgien      | Professor, Moderator des internationalen CHARIS-Rates                                   |
| Diakon Werner Fichtenbauer                 | Österreich   | Erzdiözese Wien                                                                         |
| Werner Nemecek                             | Österreich   | Leitungsdienst der CE in Österreich                                                     |
| Leonhard Schöberl (verst. 2020)            | Österreich   | Außenhandelskaufmann                                                                    |
| Georg Mayr-Melnhof                         | Österreich   | Mitbegründer der Loretto-Gemeinschaft                                                   |
| Fr. Peter Hocken (verst. 2017)             | England      | Moraltheologe, Priester                                                                 |
| Michelle Moran                             | England      | Mitbegründerin der katholischen Sion-Gemeinschaft für Evangelisation                    |
| Ulf Ekman                                  | Schweden     | Konvertierte zur kath. Kirche, Gründer der schwedischen Bewegung "Livets Ord"           |
| Tomislav Ivančić                           | Kroatien     | Theologe, Philosoph                                                                     |
| Padre Marcelo Mendonça Rossi               | Brasilien    | Charismatischer Prediger bei mehreren religiösen Rundfunksendungen                      |
| P. Emiliano Tardif MSC (verst. 1999)       | Kanada       | Ordensprovinzial in der Dominikanischen Republik (1966–1973), Charismatischer Prediger  |
| P. Norbert Baumert SJ (verst. 2019)        | Deutschland  | Exeget, Leiter des Theologischen Ausschusses der CE Deutschland                         |
| Pfr. Hansmartin Lochner (verst. 2021)      | Deutschland  | Erzdiözese München                                                                      |
| Pfr. Gustav Krämer (verst. 2008)           | Deutschland  | Diözese Regensburg, Missionar in Canberra/AUS (1965–1975)                               |
| Barbara Busowietz (verst. 1998)            | Deutschland  | Diözesen München-Freising/Regensburg, Religionspädagogin, Eremitin                      |
| Pfr. Josef Fleddermann                     | Deutschland  | Bremen, geistl. Beirat der CE Deutschland                                               |
| Karl Fischer                               | Deutschland  | Geschäftsführer der CE Deutschland                                                      |
| Diakon Helmut Hanusch                      | Deutschland  | Klinikseelsorger, Göttingen                                                             |
| Diakon Christof Hemberger                  | Deutschland  | Referent und Autor, Ravensburg                                                          |
| Johannes Hartl                             | Deutschland  | Leiter des Gebetshauses Augsburg                                                        |

### Informationen und Organisationen der Charismatischen Bewegung
- Geistliche Gemeinde-Erneuerung in der Evangelischen Kirche
- Charismatische Erneuerung in der katholischen Kirche, Deutschland
- Charismatische Erneuerung in der katholischen Kirche, Österreich
- Erneuerung aus dem Geist Gottes, Charismatische Erneuerung in der katholischen Kirche, Schweiz
- Geistliche Gemeindeerneuerung im Bund Evangelisch-Freikirchlicher Gemeinden
- Marburger Kreis
- Gemeinde auf dem Weg

### Unabhängige Beurteilung
- Hansjörg Kägi: Charismatische Bewegung. In: Historisches Lexikon der Schweiz.
- Charismatische Erneuerung bei Relinfo.

### Kritische bzw. warnende Stellungnahmen
- Erfahrungsberichte aus der Charismatischen Bewegung sowie aus evangelikal - fundamentalistischen Gruppen. acharisma.de, archiviert vom Original am 2. Februar 2010; abgerufen am 12. November 2020.
- Helge Stadelmann, Alexander Seibel: Neue Praktiken innerhalb der pfingstlich-charismatischen Bewegungen. vigi-sectes.org, archiviert vom Original am 6. März 2014.

### Forschung
- Interdisziplinärer Arbeitskreis Pfingstbewegung